# Ace Jonovski
Ace Jonovski (mazedonisch Аце Јоновски; * 29. Dezember 1980 in Struga, SR Mazedonien, SFR Jugoslawien) ist ein ehemaliger mazedonischer Handballspieler, der in seiner aktiven Zeit zumeist auf Rückraum links eingesetzt wurde. Nachdem er seit 2018 bereits Spielertrainer der SG Ratingen war, beendete er im Laufe der Saison 2019/2020 seine aktive Karriere und fokussierte sich hauptsächlich auf seine Traineraufgaben. Des Weiteren arbeitet er als Sportlehrer.

## Karriere
Der 2,00 m große und 104 kg schwere Rechtshänder begann seine Profikarriere beim mazedonischen Verein RK Pelister Bitola, mit dem er im EHF Challenge Cup 2001/02 und im EHF-Pokal 2002/03 spielte. 2003 wechselte er in die Türkei zu Beşiktaş Istanbul und nahm am EHF-Pokal 2003/04 teil. Nach einer Saison kehrte er nach Mazedonien zurück und unterschrieb beim RK Vardar Skopje. Mit dem Hauptstadtklub spielte er 2004/05 in der EHF Champions League und im Challenge Cup. 2005 verpflichtete ihn der TSV St. Otmar St. Gallen. Mit dem Schweizer Verein war er 2005/06 und 2006/07 im Challenge Cup aktiv. Im Dezember 2006 trennte man sich und Jonovski wechselte daraufhin im Januar 2007 in die dänische Håndboldligaen zu Bjerringbro-Silkeborg und nahm am EHF-Europapokal der Pokalsieger 2006/07 teil. Nach der Rückrunde schloss er sich dem bosnischen Klub RK Bosna Sarajevo an, mit dem er 2008, 2009 und 2010 Meisterschaft und Pokal gewann. Nachdem er in der Königsklasse 2007/08 und 2008/09 in der Gruppenphase ausgeschieden war, erreichte er im Europapokal der Pokalsieger jeweils das Viertelfinale. Ab 2010 lief er für den RK Metalurg Skopje auf. Dort wurde er 2011, 2012 und 2014 Meister sowie 2011 und 2013 Pokalsieger.
International erreichte er das Achtelfinale im EHF-Pokal 2010/11 und in der EHF Champions League 2011/12 sowie das Viertelfinale in der EHF Champions League 2012/13 und 2013/14. Im Februar 2015 wechselte er zum spanischen Erstligisten CB Ciudad de Logroño. Bis zur Saison 2016/17 stand er beim Bergischen HC unter Vertrag. Anschließend schloss er sich dem Regionalligisten SG Ratingen 2011 an. Im Oktober 2018 übernahm er zusätzlich das Co-Traineramt bei der SG Ratingen. Nachdem der Trainer Khalid Khan im Januar 2019 entlassen worden war, übernahm Jonovski das Traineramt von Ratingen. Zunächst war Jonovski noch als Spielertrainer aktiv, beendete aber im November 2019 seine aktive Karriere und fungierte ausschließlich als Cheftrainer der SG Ratingen. Im März 2021 wurde bekannt, dass er zusätzlich das Co-Traineramt der nordmazedonischen Nationalmannschaft übernimmt. Nachdem im Jahr 2021 die SG Ratingen aufgelöst worden war, trainierte er den Nachfolgeverein interaktiv.Handball Ratingen. Im Sommer 2022 verließ er den Verein.
Mit der Mazedonischen Nationalmannschaft nahm Ace Jonovski an der Europameisterschaft 2012, der Weltmeisterschaft 2013 und der Europameisterschaft 2014 teil. Er bestritt 62 Länderspiele, in denen er 67 Tore erzielte.
Jonovski lebt mit seiner Frau und seinen drei Töchtern in Remscheid.